# Pentatropis nivalis
Pentatropis nivalis là một loài thực vật có hoa trong họ La bố ma. Loài này được (J.F. Gmel.) D.V. Field & J.R.I. Wood mô tả khoa học đầu tiên năm 1983.